# Estrella Damm
Estrella Damm (wymowa: estreja dam) – hiszpańskie piwo typu pilsner produkowane w Barcelonie od 1876 roku. W tym właśnie roku August Küntzmann Damm założył browar Damm, a piwo Estrella Damm stało się jego sztandarowym produktem. Słowo estrella w języku hiszpańskim i katalońskim znaczy gwiazda.
Estrella Damm jest jednym z głównych sponsorów klubu piłkarskiego FC Barcelona.

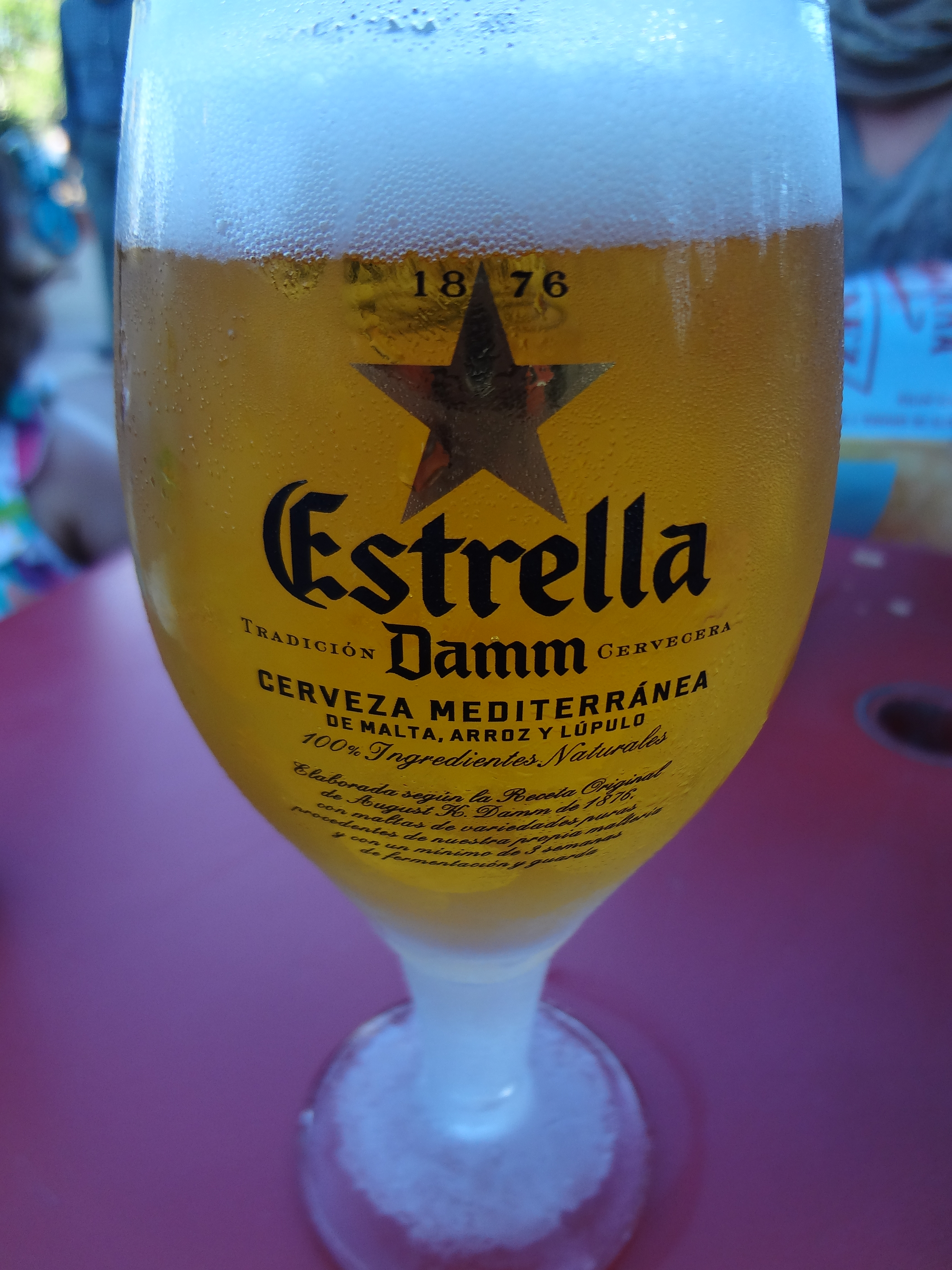
Zimne szkło Estrella Damm, Madryt.